# Roitzschberg
Der Roitzschberg ist eine bis zu 158 Meter hohe Erhebung im sächsischen Landkreis Meißen am nordwestlichen Rand des Elbtalkessels. 

## Lage und Umgebung
Der Berg befindet sich im nördlichen Teil des Landschaftsschutzgebietes Nassau, welches zwischen dem Spaargebirge im Südwesten, der Großenhainer Pflege im Norden, dem Moritzburger Land im Osten und der oberen Elbe im Süden eingebettet ist. Unweit liegen auch die Porzellanstadt Meißen und die sächsische Landeshauptstadt Dresden.

## Geologie
Der Roitzschberg liegt in unmittelbarer Nähe der Lausitzer Verwerfung und besteht aus zwei Gipfeln. Der eine, 158 m hohe, der ein Winzerhaus trägt, wird von Lockersedimenten aus nordischen und einheimischen Geröllen aufgebaut. Diese Schotter, saalekaltzeitliche Endmoränen geringer Mächtigkeit, gehören einer Hügelreihe an, die sich von Diera-Zehren über Gröbern nach Oberau verfolgen lässt. Auf dem anderen, völlig aus Plänermergel aufgebauten Gipfel stand ein Herrenhaus.

## Geschichte
Steil fällt zur Nassau ein Höhenzug ab, der durch die Kirche von Gröbern und den zackigen Gipfel eines Winzerhauses markiert wird. Letzteres gehört zu einem ehemaligen Rittergut, das mit der oberen Gerichtsbarkeit über die Winzer ausgestattet war. 1233 übereignete Markgraf Heinrich den Weinberg Rodewansberch, zu erklären als Bergsiedlung des Radevan, dem Kloster zum Heiligen Kreuz zu Meißen. Nach der Säkularisation kam der Weinberg in den Besitz des Rittergutes Proschwitz, von dem aus 1661 das hiesige Rittergut gegründet wurde.
Nach der Straße erhebt sich der untere Winzerhof mit Kellern und einst mit Presse. An der Außenwand eines Kellers sind gusseiserne Ringe aufgehängt. An ihnen wurden Schläuche befestigt, die von der im Freien stehenden Weinpresse in den Keller führten.

## Flora
Der Roitzschberg ist bei den Botanikern durch größere Vorkommen der Wilden Tulpe (Tulipa silvestris) bekannt geworden. Diese Art kam als Neueinwanderer (Neophyt) aus dem Mittelmeergebiet wahrscheinlich mit Weinkulturen hierher.
Auf dem Gipfel des Berges stehen Gehölzgruppen aus Feldahorn, Elsbeere, Sommerlinde und Rosskastanie. Nahe den verfallenen Umfassungsmauern des ehemaligen Herrenhauses gedeihen zahlreiche Arten sonniger und flachgründiger Standorte, wie Behaartes Veilchen (Viola hirta), Kleiner Wiesenknopf (Sanguisorba minor) und Echter Himmelschlüssel (Primula veris) sowie die einjährigen submediterranen Arten Doldenspurre (Holosteum umbellatum) und Durchwachstäschelkraut (Thlaspi perfoliatum). Die von Liguster, Feldahorn und Hartriegel gebildeten Gebüsche geben zahlreichen wärmeliebenden Pflanzen günstige Standortbedingungen.

## Wege zum Gipfel
Der Roitzschberg befindet sich unmittelbar südlich der Radeburger Straße (S 177), die Gröbern am westlichen Ortsrand verlässt. Ein abzweigender Weg „Am Roitzschberg“ ermöglicht einen Aufstieg.